# 丁村人
丁村人是发现于中国山西襄汾县丁村的早期智人化石，距今50-2萬年，屬于晚更新世早期的舊石器時代遺存。
丁村遗迹在山西省襄汾县南约5公里的丁村南的同蒲铁路两侧。1953年，建筑工人發現了石器和脊椎動物化石。1954年大规模发掘时发现了三枚人类的牙齿化石，为同一个体的10余岁小孩的门齿2枚，臼齿1枚，1976年9月在丁村人牙齿化石出土的同一地点的砂砾层中，又发现一个小孩右顶骨化石。
丁村人的牙齿呈铲状，其舌侧隆突和指状突的发达程度介于北京猿人与现代黄种人之间。但齿冠和齿根细小及咬合面纹理较不复杂又显然比北京猿人的牙齿进步。新发现的小孩顶骨骨壁比北京猿人的小孩顶骨薄。丁村人的石器加工更细，在技术上比北京猿人有显著的提高，应属古人阶段的人类。与其共生的动物化石有梅氏犀、普氏野马、野驴、纳玛象、葛氏斑鹿、方式鼢鼠、转角羚羊、熊及鲤科鱼类咽喉齿等。距今约5-10万年。